# Рудня (Ушомирська сільська громада, колишня Поліська сільська рада)
Ру́дня — село в Україні, в Коростенському районі Житомирської області. Населення становить 103 осіб.

## Географія
Селом протікає річка Уж.

## Населення

### Мова
Розподіл населення за рідною мовою за даними перепису 2001 року:
| Мова       | Кількість | Відсоток |
| ---------- | --------- | -------- |
| українська | 103       | 100%     |